# Flå
Flå ist eine Kommune im norwegischen Fylke Buskerud. Die Kommune hat 1117 Einwohner (Stand: 1. Januar 2025). Verwaltungssitz ist der gleichnamige Ort Flå.

## Geografie

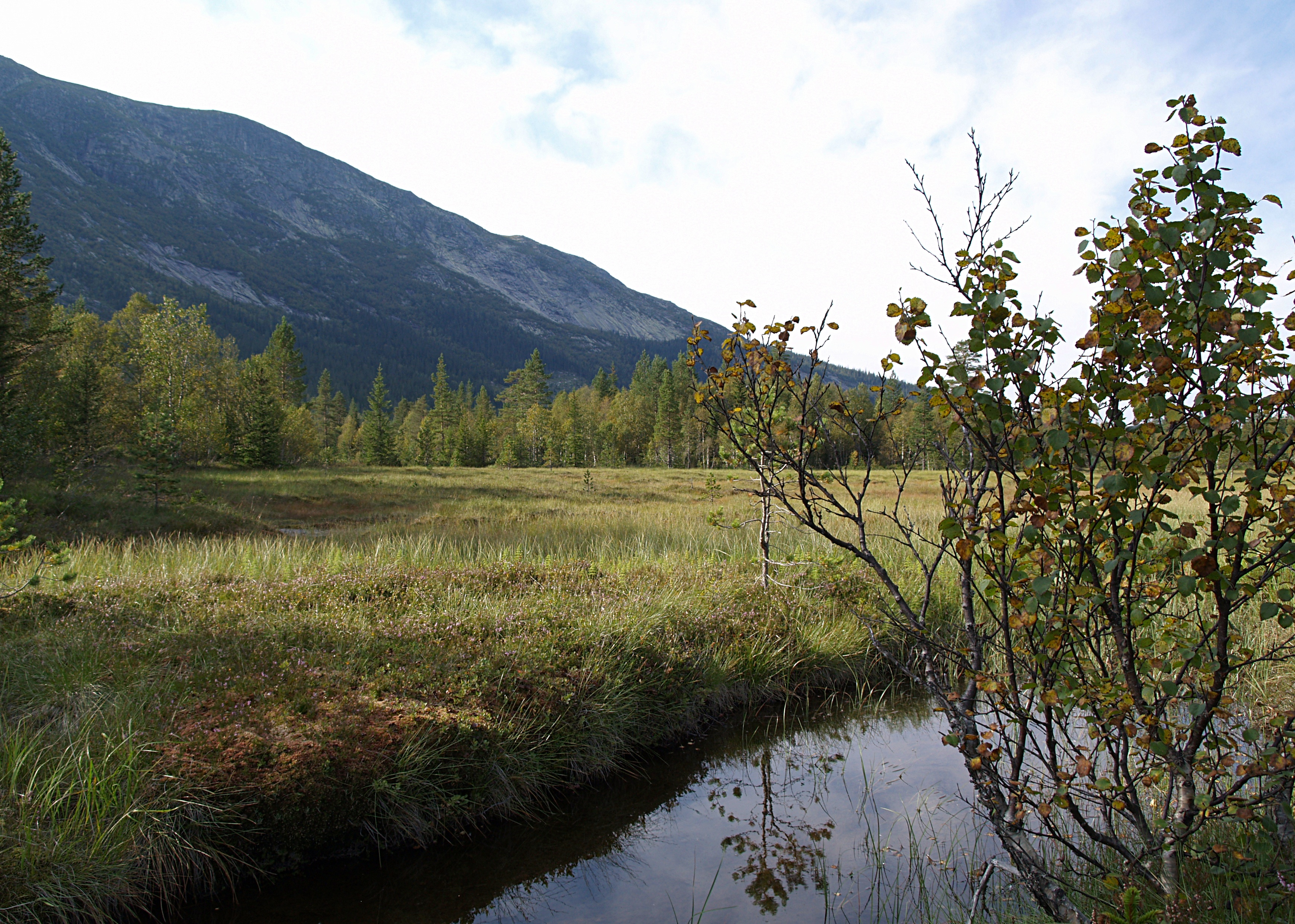
Vidalen, im Norden der Kommune

Die Gemeinde liegt im Norden des Fylkes Buskerud und grenzt an Sør-Aurdal im Norden, Ringerike im Osten, Krødsherad und Sigdal im Süden sowie Nore og Uvdal und Nesbyen im Westen. Die Grenze zu Sør-Aurdal im Norden stellt dabei auch die Grenze zwischen den beiden Fylkern Buskerud und Innlandet dar. Durch die Kommune Flå fließt der Fluss Hallingdalselve. Dieser mündet in den nördlichen Abschnitt des teilweise in der Kommune gelegenen Sees Krøderen. Im Südwesten und im Nordosten der Gemeinde befinden sich mehrere Erhebungen von über 1000 moh. Die Erhebung Gråfjell auf der Grenze zu Sigdal im Süden stellt mit einer Höhe von 1466,06 moh. den höchsten Punkt der Kommune Flå dar.

## Einwohner
Die Einwohner leben größtenteils im Haupttal entlang des Flusses Hallingdalselve, wo auch die Ortschaften Flå und Gulsvik liegen. Nach dem Ende des Zweiten Weltkriegs sanken die Einwohnerzahlen zumeist, später stabilisierten sich die Zahlen erneut. In der gesamten Gemeinde liegen keine Tettsteder, also keine Ansiedlungen, die für statistische Zwecke als eine städtische Siedlung gewertet werden.
Die Einwohner der Gemeinde werden Fløværing genannt. Offizielle Schriftsprache ist Bokmål, also die weiter verbreitete der beiden norwegischen Sprachformen.
| Jahr          | 1986 | 1990 | 1995 | 2000 | 2005 | 2010 | 2015 | 2020 | 2025 |
| ------------- | ---- | ---- | ---- | ---- | ---- | ---- | ---- | ---- | ---- |
| Einwohnerzahl | 1267 | 1198 | 1168 | 1102 | 1014 | 998  | 1033 | 1050 | 1117 |

## Geschichte

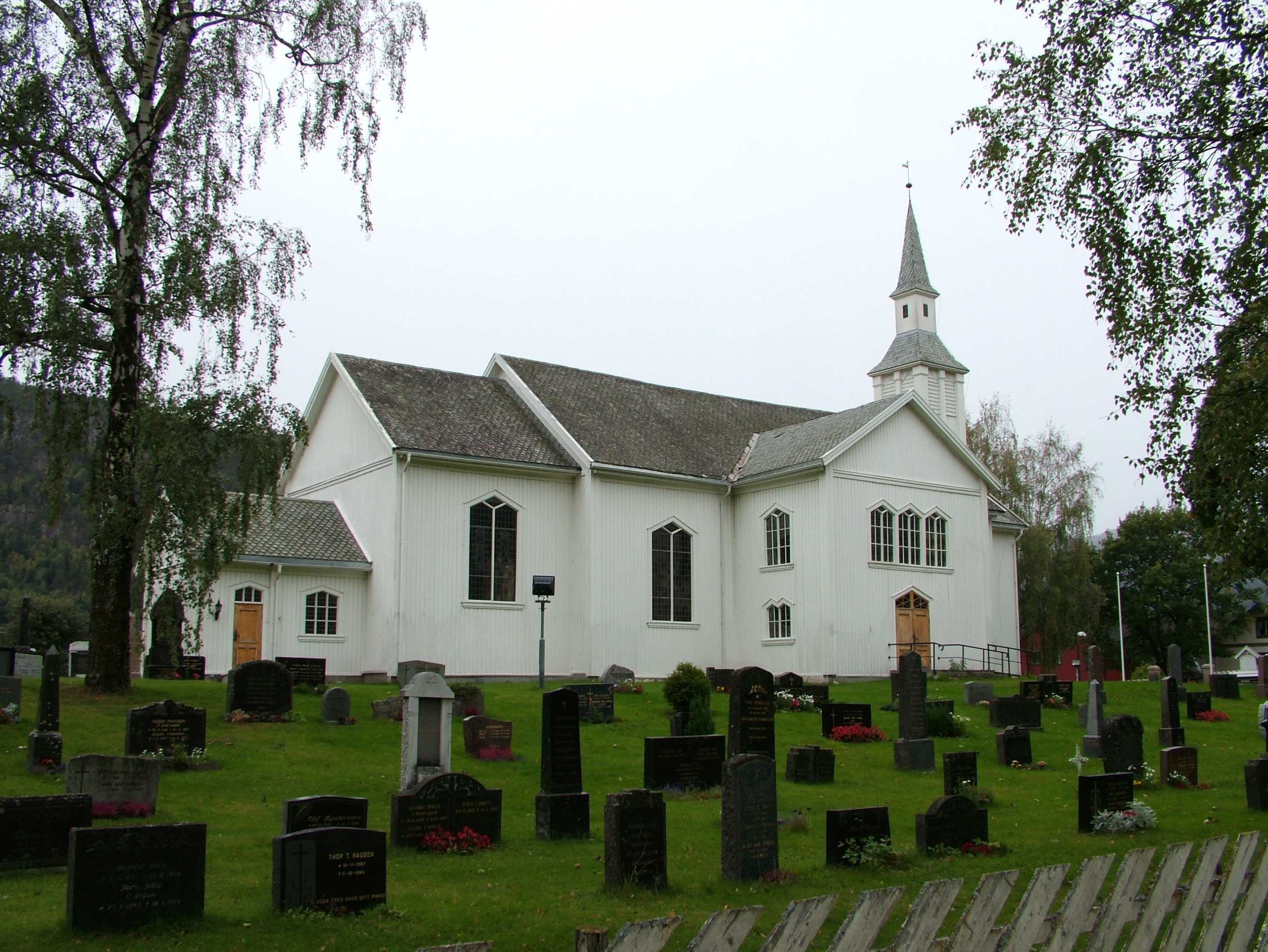
Flå kirke

Die Kommune entstand zum 1. Januar 1905, als sie von Nes (heute Nesbyen) abgespalten wurde. Flå hatte bei seiner Gründung 1491 Einwohner, Nes verblieb mit 2223 Personen. Nach der landesweiten Regionalreform gehörte Flå von 2020 bis 2023 zum Fylke Viken.
Im Jahr 1997 wurde in Flå der Bärenpark Vassfaret eröffnet. Die Flå kirke ist eine Holzkirche mit einem kreuzförmigen Grundriss aus dem Jahr 1858. Als Architekt war Christian Heinrich Grosch tätig.

## Wirtschaft und Infrastruktur

### Verkehr
Durch die Kommune führt parallel zum Fluss Hallingdalselve der Riksvei 7. Dieser stellt unter anderem die Verbindung nach Hønefoss im Südwesten und damit auch Richtung Oslo her. Ebenfalls parallel zum Fluss führen die Schienen der Bahnlinie Bergensbanen durch die Kommune. Der Bahnhof in Flå wurde im Jahr 1907 eröffnet.

### Wirtschaft
Der für die Landwirtschaft genutzte Anteil des Gemeindeareals ist gering. Der genutzte Teil wird vor allem für den Anbau von Getreide verwendet. Von größerer Bedeutung ist hingegen die Forstwirtschaft. Im Bereich der Industrie ist die Maschinenindustrie der größte Zweig. Auch der Tourismus ist von Bedeutung. So werden unter anderem unterschiedliche Übernachtungsstätten betrieben. Im Jahr 2020 arbeiteten von etwa 540 Arbeitstätigen 370 in Flå selbst, der Rest verteilte sich auf Kommunen wie Nesbyen, Ringerike und Oslo.

## Name und Wappen
Das Wappen zeigt auf silbernem Grund in Frontalansicht einen schwarzen Bärenkopf mit roter Zunge. Es stammt aus dem Jahr 1985. Der Bär verweist auf die große Bärenpopulation im Vassfaret, einem bewaldeten Tal, das sich teilweise auf das Gemeindegebiet erstreckt. Die altnordische Form des Namens war Flóða sokn (sokn = (Kirchen)gemeinde). Die ist der Genitiv Mehrzahl von flœð und bedeutet 'Flut'. Bis 1921 wurde der Ort „Flaa“ geschrieben.